# Knooppunt Reitdiep
Knooppunt Reitdiep (ook wel Reitdiepplein) is een Nederlands verkeersknooppunt tussen de wegen N355 en N370. Het knooppunt is een omgekeerd trompetknooppunt. Het knooppunt is vernoemd naar het nabijgelegen kanaal Reitdiep. Het knooppunt is onderdeel van de Ring Groningen. 

## Geschiedenis
In 1977 werd het knooppunt geopend als een kruispunt met verkeerslichten. In 2006 is het kruispunt aangepast naar de huidige vorm. In 2010 werd gestart met het ombouwen van de ring met ongelijkvloerse aansluitingen. Hierbij kregen de aansluitingen een nummer en de aansluiting tussen de N355 en N370 de naam knooppunt Reitdiep.

## Richtingen knooppunt
| Aansluitende wegen                                                              | Aansluitende wegen      | Aansluitende wegen      | Aansluitende wegen | Aansluitende wegen |
| ------------------------------------------------------------------------------- | ----------------------- | ----------------------- | ------------------ | ------------------ |
|                                                                                 |                         |                         |                    |                    |
|                                                                                 |                         |                         |                    |                    |
| richting Aduard / Zuidhorn / Grijpskerk / Buitenpost / Hardegarijp / Leeuwarden | richting Ring Groningen |                         |                    |                    |
|                                                                                 |                         |                         |                    |                    |
|                                                                                 |                         | richting Ring Groningen |                    |                    |

Almere · Amstel · Arnestein · Assen · Azelo · Badhoevedorp · Bankhoef · Batadorp · Beekbergen · Benelux · Beverwijk · Bodegraven ·  Boterdiep ·  Buren · Burgerveen · Coenplein · De Baars · De Hoek · De Hogt · De Nieuwe Meer · De Poel · De Punt · De Stok · Deil · Diemen · Drachten · Drie Klauwen · Eemnes · Ekkersweijer · Emmeloord · Empel · Euvelgunne · Everdingen · Ewijk · Galder · Gooimeer · Gorinchem · Gouwe · Grijsoord · Hattemerbroek · Heerenveen · Hellegatsplein · Het Vonderen · Hintham · Hoevelaken · Hofvliet · Holendrecht · Holsloot · Hoogeveen · Hooipolder · IJmuiden (niet officieel) · Joure · Julianaplein · Kerensheide · Kethelplein · Klaverpolder · Kleinpolderplein · Kooimeer · Kruisdonk · Kunderberg · Lankhorst · Leenderheide · Lunetten · Maanderbroek · Markiezaat · Muiderberg · Neerbosch · Noordhoek · Ommedijk · Oud-Dijk · Oudenrijn · Paalgraven · Princeville · Prins Clausplein · Raasdorp ·  Reitdiep ·  Ressen · Ridderkerk · Rijkevoort · Rijnsweerd · Rottepolderplein · Rozenburg · Sabina · Sint-Annabosch · Stelleplas · Slufter · Ten Esschen · Terbregseplein · Tiglia · Vaanplein · Valburg · Velperbroek · Velsen · Vlaardingen · Vught · Waterberg · Watergraafsmeer · Werpsterhoek · Westerlee · Ypenburg · Zaandam · Zaarderheiken · Zonzeel · Zoomland · Zuidbroek · Zurich

Geplande knooppunten:
De Liemers · Zestienhoven

Voormalige knooppunten:
Bocholtz · Ekkersrijt · Europaplein (Groningen) · Europaplein (Maastricht) · Lindenholt